# 埃爾傑貝爾 (科羅拉多州)
埃爾傑貝爾（英語：El Jebel）是位於美國科羅拉多州伊格爾縣的一個人口普查指定地區。

## 地理
埃爾傑貝爾的座標為39°23′47″N 107°05′13″W / 39.39639°N 107.08694°W，而該地最高點為海拔高度1976米（即6483英尺）。

## 人口
根據2010年美國人口普查的數據，埃爾傑貝爾的面積為13.90平方千米，當中陸地面積為13.80平方千米，而水域面積為0.10平方千米。當地共有人口3801人，而人口密度為每平方千米273人。